# Loreto (îles Dinagat)
Pour les articles homonymes, voir Loreto.
Loreto est une localité de la province des Îles Dinagat, aux Philippines. En 2015, elle compte 9 309 habitants.